# The Heart of Saturday Night
The Heart of Saturday Night  — другий студійний альбом автора-виконавця Тома Вейтса, виданий 1974 року. 2003 року він зайняв 339 місце в списку «список 500 найкращих альбомів усіх часів за версією журналу Rolling Stone». Обкладинка альбому є відсиланням до In the Wee Small Hours Френка Сінатри.  

## Список композицій
Перша сторона:
| #  | Назва                                       | Тривалість |
| -- | ------------------------------------------- | ---------- |
| 1. | «New Coat of Paint»                         | 3:23       |
| 2. | «San Diego Serenade»                        | 3:30       |
| 3. | «Semi Suite»                                | 3:29       |
| 4. | «Shiver Me Timbers»                         | 4:26       |
| 5. | «Diamonds on My Windshield»                 | 3:12       |
| 6. | «(Looking for) The Heart of Saturday Night» | 3:53       |

Друга сторона:
| #  | Назва                                                                   | Тривалість |
| -- | ----------------------------------------------------------------------- | ---------- |
| 1. | «Fumblin' with the Blues»                                               | 3:02       |
| 2. | «Please Call Me, Baby»                                                  | 4:25       |
| 3. | «Depot, Depot»                                                          | 3:46       |
| 4. | «Drunk on the Moon»                                                     | 5:06       |
| 5. | «The Ghosts of Saturday Night (After Hours at Napoleone's Pizza House)» | 3:16       |

## Учасники запису
- Том Вейтс — вокал, фортепіано, гітара
- Піт Крістлейб — саксофон
- Білл Гудвін — ударна установка
- Джим Хьюхарт — контрабас
- Боб Алківар — аранжування